# 渡壁煇
渡壁 煇（わたかべ あきら、1936年 - ）は、日本の音楽監督・演出家。

## 略歴
1936年、東京で生まれる。
1955年に広島大学附属福山高等学校、1960年に東京芸術大学音楽学部器楽科（クラリネット）を卒業し、1961年に日本放送協会入局。『夢であいましょう』、『音楽の広場』など音楽番組やバラエティショーの制作・演出に携わる。
1987年に日本放送協会を依願退職し、翌1988年にサントリー株式会社サントリーホールにエグゼクティヴ・プロデューサ兼副支配人として入社。以後、サントリーホール総支配人、館長補佐、制作監督を経て、1997年に横浜みなとみらいホール館長に着任。2003年には横浜みなとみらいホール名誉館長に就任した。

## 書籍
論文
- 「ホールをつくるコスト、運営するコスト」（1994年、『建築雑誌』第109号、NAID 110003799972）

著作
- 『楽屋に裏話（ドラマ） 人にエピソード』（1995年、日本実業出版社、ISBN 4534024037）

## 賞歴
- 1973年 イタリア賞テレビ部門 ベネチア市長賞(Prize of the City of Venice for programmes in which music or ballet play the dominant part and that demonstrate specific qualities) 『玄‐墨の変化』(NHK)[3]
- 1981年 イタリア賞テレビ部門 イタリア放送協会賞(RAI Prize for music)[4] 『月～竹取物語より』(NHK)
- 1982年 国際エミー賞公演芸術部門優秀賞受賞『月～竹取物語より』(NHK)
- 1994年 オーストリア学術芸術功労十字勲章を受章